# 압구정로
압구정로(狎鷗亭路, Apgujeong-ro)는 서울특별시 강남구 압구정동 한남 나들목에서 청담동 청담사거리 사이를 잇는 왕복 8차선 도로이며, 총 연장은 3Km이다.

## 노선
- 한남 나들목 - 신사중학교 - 현대백화점 본점 - 압구정역 - 성수대교 남단교차로 - 갤러리아 백화점 삼거리 - 청담고등학교 - 청담사거리

## 연결 도로
압구정로의 시작점인 한남 나들목에서 강남대로, 잠원로, 한남로, 올림픽대로와 연결되며, 종점인 청담사거리에서는 삼성로와 도산대로가 만난다.

## 특징
압구정로 구간 중에서 갤러리아 백화점 삼거리에서 청담사거리 사이 구간은 고급 상점가 밀집 지역을 지나는 구간이기도 하다.